# Ангус (область)
А́нгус (англ. Angus) — область у складі Шотландії. Розташована на північному сході країни. Адміністративний центр — Форфар.

## Найбільші міста
Міста з населенням понад 5 тисяч осіб:
| № | Місто     | Населення, осіб (2006) |
| - | --------- | ---------------------- |
| 1 | Арброт    | 22 140                 |
| 2 | Форфар    | 13 500                 |
| 3 | Монтроз   | 10 830                 |
| 4 | Карноусті | 10 630                 |
| 5 | Моніфіт   | 8 180                  |
| 6 | Бречин    | 6 950                  |
| 7 | Кіррімур  | 5 910                  |